# Nematus leionotus
Nematus leionotus är en stekelart som först beskrevs av Benson 1933.  Nematus leionotus ingår i släktet Nematus, och familjen bladsteklar. Arten är reproducerande i Sverige.